# Plaza las Victorias (Managua)

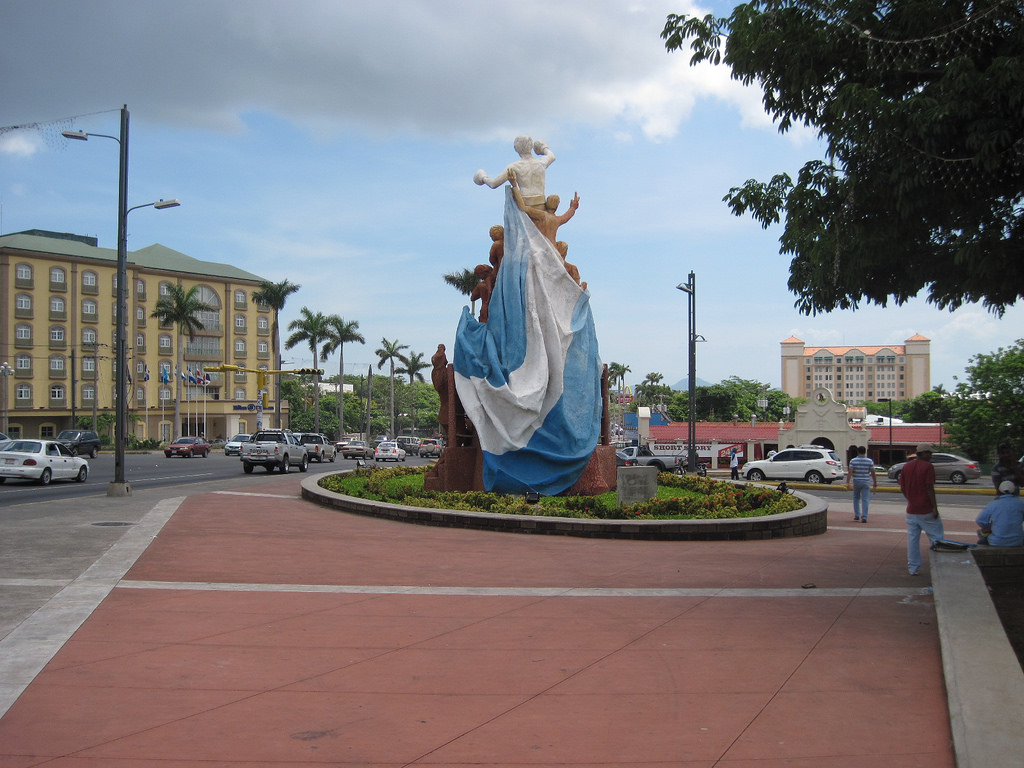
Intersección en el Nuevo centro de la ciudad donde se Encuentra el Monumento al Fallecido Boxeador y exalcalde de Managua Alexis Argüello.

La Plaza de las Victorias es una importante intersección y a su vez una plaza en la ciudad de Managua, capital de Nicaragua. Fue construida en el 2010 bajo la Administración de la Ex-Alcaldesa de Managua (2009-2018) Daysi Torres.
El proyecto original fue presentado por el secretario de la alcaldía de Managua Fidel Moreno Briones en el Año 2009, y contemplaba la construcción de un paseo y una plaza en el Centro de Managua con una inversión total de 7.8 millones de córdobas en celebración del triunfo del Frente Sandinista de Liberación Nacional en las elecciones municipales del Año 2008.

## Construcción

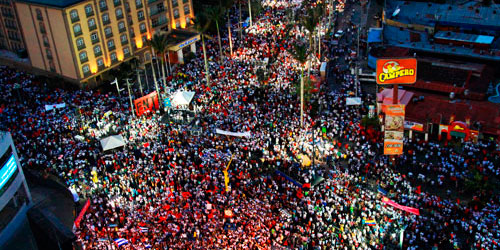
La intersección en una Celebración en el día de los Trabajadores.

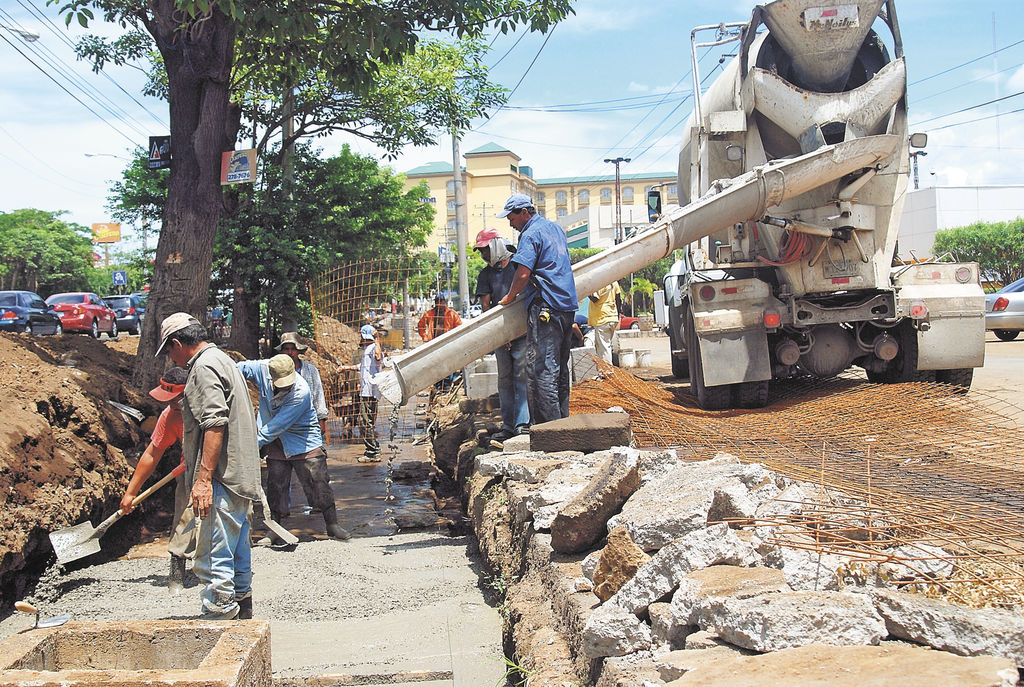
Obreros en la Construcción del Paseo

La construcción del paseo y la plaza comenzó en mayo del 2010 por la alcaldía de Managua, las obras empezaron con la implementación de cableado subterráneo en el lugar, iluminación moderna y la construcción de bancas en el paseo. 
Polémica:
La construcción de esta plaza fue fuertemente criticada por los medios de comunicación Nicaragüenses y por sectores opositores del País, ya que la construcción de dicha obra significó pérdidas económicas para varios negocios aledaños a la intersección tales como el hotel Intercontinental ya que debido a la Marginal que pasa por enfrente de este, estuvo temporalmente cerrada por los bruscos movimientos de tierra que se hacían en el lugar donde se construía la plaza.
El estilo de la estatua tampoco estuvo exento a críticas hasta el punto de llamarle "El monumento mas feo de Nicaragua".
La hija del difunto Ex-boxeador Alexis Argüello, Dora Argüello criticó fuertemente la construcción de este monumento por desconfiar y negar totalmente la versión oficial brindada por medicina legal sobre la muerte de Argüello, afirmando que fue el mismo gobierno del presidente Daniel Ortega el que se encargó de asesinar a su padre y calificó este acto como una hipocresía total.

## Inauguración
Finalmente, y tras muchos problemas y atrasos, la obra fue inaugurada por el Presidente de la República Daniel Ortega en julio de 2010, aunque todavía estaba inconclusa y faltaba mucho por hacer.